# David Levy Yulee
Pour les articles homonymes, voir David Levy et Levy.
David Levy Yulee, né le 12 juin 1810 à Charlotte-Amalie (Iles Vierges des Etats-Unis) et mort le 10 octobre 1886 à New York, est un avocat et homme politique américain membre du Parti démocrate. Premier citoyen juif élu en Floride au Sénat des États-Unis, il est également le dernier représentant au Congrès du territoire de Floride. Considéré comme le père de l’État de Floride, il est surnommé le « Père des chemins de fer de Floride ».

## Biographie

### Contexte familial
Il est né sous le nom de David Levy à Charlotte-Amalie, sur l’île de Saint-Thomas, à l’époque de l’occupation par les Britanniques des Indes occidentales danoises (aujourd’hui îles Vierges des États-Unis). Son père, Moses Elias Levy, est un Juif marocain né à Essaouira, et sa mère, Hannah Margarita Abendanone, née à Saint-Eustache (Petites-Antilles), est également séfarade avec des ancêtres ayant été expulsés d’Espagne au XVe siècle pour s’installer aux Provinces-Unies protestantes et en Angleterre,.
Emigré avec sa famille aux Etats-Unis en 1812 ou au début des années 1820, le père fait fortune dans l’exploitation du bois dans les Antilles puis s’établit sur une parcelle de 200 km2 située près de Jacksonville en Floride, pour y fonder une « Nouvelle Jérusalem » afin d’accueillir des émigrants juifs persécutés. Il nomme cette « terre promise » juive Pilgrimage Plantation, y investit la majeure partie de sa fortune mais peu de familles répondent à son appel. Il divorce d'Hannah Margarita pour épouser une autre Hannah devenant ainsi la belle-mère de David Levy.

### Etudes
Entre 1819 et 1827, David Levy est scolarisé dans des écoles classique à Norfolk en Virginie, alors que trois de ses frères et sœurs reçoivent une éducation religieuse plus traditionnelle, envoyés alors en Europe,.

### Carrière
Après avoir étudié le droit à Saint Augustine et être devenu avocat en 1832, David Levy Yulee milite activement pour que la Floride, alors un territoire, devienne un État au sein de l’Union,.

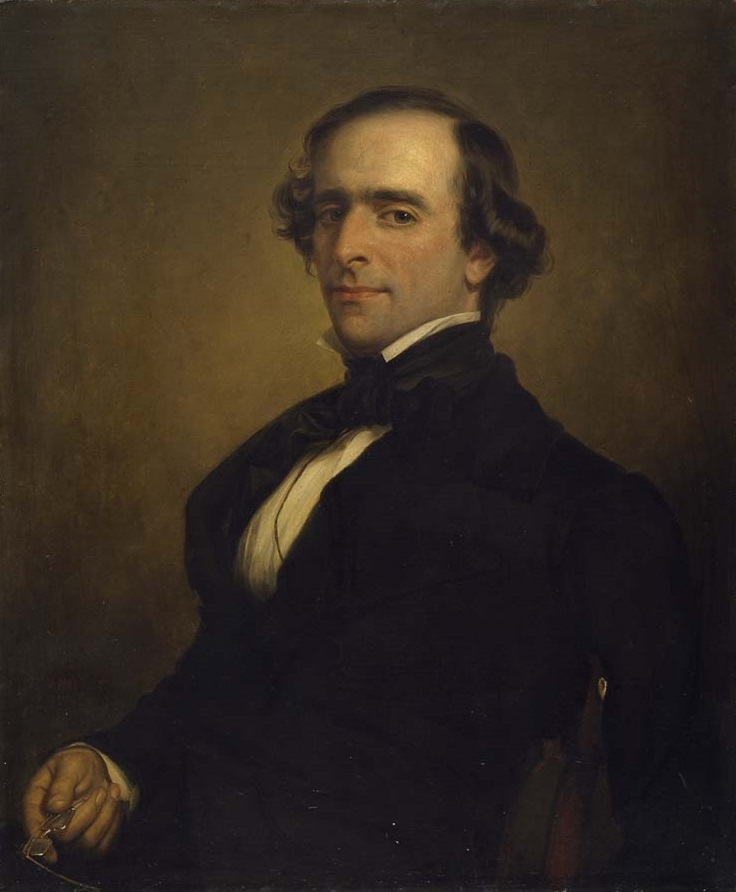
Portrait de David Levy Yulee par G. P. A. Healy, 1846.

De 1841 à 1845, il est le délégué du territoire de Floride à la Chambre des représentants des États-Unis. Quand la Floride rejoint l’Union en 1845, il est sénateur du nouvel État pour le Parti démocrate jusqu’en 1851. Il n’est pas réélu mais se représente et est élu pour un second mandat de 1855 à 1861.

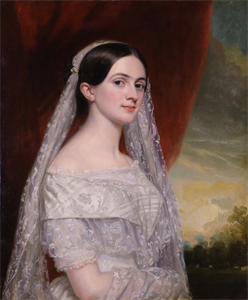
Portrait de Nannie Yulee par Healy, 1846.

En 1846, il épouse à Nelson dans le Kentucky Nancy « Nannie » Christian Wickliffe, la fille de Charles Wickliffe, ancien gouverneur du Kentucky et Postmaster General sous le président John Tyler, et la même année, ajoute « Yulee » — le surnom séfarade de son père — à son nom. Levy Yulee se convertit au christianisme épiscopalien de son épouse, et ses quatre enfants sont élevés dans le christianisme pour tenter d'éviter les discriminations, mais il restera néanmoins en butte à l’antisémitisme et aux préjugés durant toute sa carrière,,.

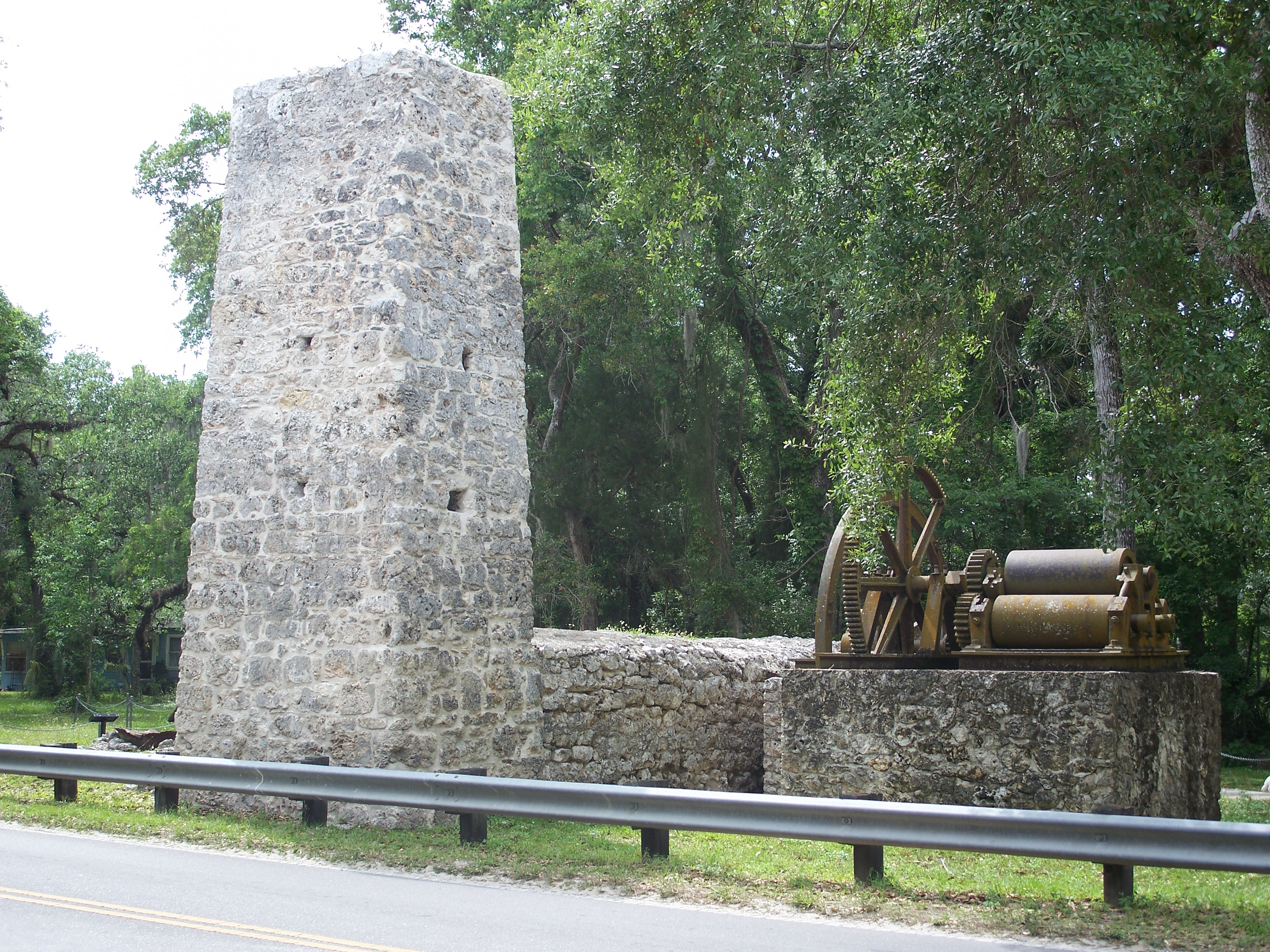
Vestiges de la sucrerie Yulee à Homosassa en Florida, sis au parc national de Floride, et inscrits au registre des sites historiques du pays.

En février 1848, il propose une résolution contre l’abolition de l’esclavage au Nouveau-Mexique et dans le sud de la Californie sous prétexte que le sol de ces États appartient à tous les citoyens de tous les États et que l’esclavage peut donc y être légitimement introduit. Dans ces États pris récemment au Mexique, l’esclavage a été aboli en 1829 par le Mexique.
David Levy Yulee est ainsi le fondateur et propriétaire de la plantation de cannes à sucre devenue le site historique d'État de Yulee Sugar Mill Ruins, détruite pendant la guerre de Sécession, employant plus de 1 000 esclaves.

Pour honorer ses nombreuses réalisations, statue de David Levy Yulee à Fernandina Beach dans le comté de Nassau en Floride.

Le 21 janvier 1861, il se retire du Congrès quand la Floride fait sécession et rejoint les États confédérés d'Amérique. Son engagement en faveur de la Confédération lui vaut d’être emprisonné au Fort Pulaski.
Après sa libération, il occupe des fonctions officielles dans la construction du chemin de fer en Floride et devient président de la Florida Railroad Company de 1853 à 1866 ainsi que président de la Peninsular Railroad Company, de la Tropical Florida Railway Company et de la Fernandina and Jacksonville Railroad Company. Il reçoit le président Ulysses S. Grant à Fernandina en 1870. Surnommé le « père des chemins de fer de Floride », Yulee s’établit ensuite à Washington où sa femme Nancy a de la famille.

### Fin de vie
Six ans plus tard, Levy Yulee meurt à New York et est enterré près de son épouse au cimetière d’Oak Hill à Washington.

## Honneurs
En faisant son éloge, The Washington Post résume son importance pour le développement de la Floride en déclarant : « En tant que sénateur de Floride, il était mieux connu que l’État qu’il représentait »,.
Parce qu'il figure un acteur central dans l’histoire de la Floride au XIXe siècle, la census-designated place de Yulee et le comté de Levy en Floride sont nommés en son honneur. Durant la Seconde Guerre mondiale, le Liberty Ship (en) SS David L. Yulee est également nommé d'après lui.
En 2000, il est inscrit parmi les citoyens proéminents de l'Etat de Floride.